# Als du gingst
Als du gingst ist ein Song von Lina Maly aus ihrem Debütalbum Nur zu Besuch. 2025 wurde er durch eine Techno-Version mit dem deutschen DJ Contec populär.

## Entstehungsgeschichte
Lina Maly veröffentlichte ihr Debütalbum Nur zu Besuch am 26. August 2016 über das Label Warener Music Entertainment. Als du gingst befindet sich als 13. und damit vorletztes Lied vor den akustischen Bonustracks auf dem Album. Geschrieben wurde der Text, der sich mit dem Thema Trauerverarbeitung auseinandersetzt von Lina Maly und Katharina Müller. Maly schrieb den Song mit 18 Jahren, Co-Autorin Katharina Müller war ihre Gesangslehrerin und Entdeckerin. Die Musik stammt von Max Schneider. Produziert wurde der Song von Jochen Naaf. Das Lied wurde nie als Single ausgekoppelt.

## Erfolg des Originals und erste Versionen
Das Lied ist ein sogenannter „Sleeper Hit“ oder „Slow Burner“. Ein 2017 veröffentlichtes Video brachte es in zwei Jahren gerade einmal auf 15.486 Aufrufe. Auf Konzerten von Maly wurde der Song jedoch sehr positiv aufgenommen.
2020 ging eine erste Sped-Up-Version viral, die sich über TikTok zehntausendfach verbreitete. Warner Music entschieden sich, rechtlich gegen diese Version vorzugehen und ließen sie offline nehmen. Auf ihrem selbstbetitelten 2020er Album veröffentlichte Maly eine Akustik-Live-Version des Songs, auch um auf die nicht lizenzierte Version zu reagieren. Es erschien auch ein Video mit der Akustik-Session.
2023 wiederholte sich das Phänomen erneut. Eine weitere schneller abgespielte Version ging über TikTok viral. Diesmal reagierte Maly anders und bedankte sich in einem Post für das Interesse an ihrem Song und sammelte damit selbst eine Million Abrufe.

## Contec und Als du gingst (edit)
Im September 2024 entdeckte der Student Jonas Wochner, der unter dem Namen Contec seit etwas mehr als einem Jahr Techno produzierte, den Song für sich. Er trauerte um einen Kindergartenfreund und hörte den Song, den er ein Jahr vorher entdeckt hatte, exzessiv. Schließlich entschloss er sich, zunächst rein privat, eine Technoversion des Songs zu produzieren. Im Dezember entschloss er sich schließlich den Song auf Soundcloud hochzuladen und sammelte zu seiner eigenen Überraschung mehr als zehntausend Abrufe. Der DJ Chrissyjeey entdeckte auf Soundcloud den Song und begann ihn ab dem Valentinstag 2025 in sein Programm aufzunehmen. Ein 50-sekündiges Video, auf dem er den Track sehr emotional auflegte, ging in der Folge viral und führte auf seinen Kanälen alleine zu 2,3 Millionen Instagram- und 1,5 Millionen TikTok-Views. An einer Stelle schreit er in Richtung Decke. Später entgegnete er, das er keine Show mache. Er leide unter Aufmerksamkeitsdefizit-/Hyperaktivitätsstörung (ADHS) und habe beim Auflegen wenig Kontrolle, wie sein Körper auf die Musik reagiere. Seine Sets wären daher meist sehr emotional.
Im Anschluss bemühte sich Contec darum, mit Lina Malys Management die Rechte auszuhandeln und so erschien der Remix als offizielle Kollaboration, die sich in Deutschland sehr schnell zu einem Hit entwickelte. Auch im offiziellen Video tritt Maly auf. Contec erreichte mit Platz 29 erstmals die deutschen Singlecharts und auch Lina Maly gelang so ihre erste Single-Platzierung in den deutschen Charts.

## Chartplatzierungen
| ChartsChartplatzierungen | Höchstplatzierung | Wochen |
| ------------------------ | ----------------- | ------ |
| Deutschland (GfK)        | 29 (… Wo.)        | …      |